# ملعب د. أفونسو هنريكيس
ملعب د. أفونسو هنريكيس هو ملعب كرة قدم يقع في مدينة غيمارايس البرتغالية. يسع الملعب لجلوس 30,165 متفرج. يعتبر الملعب الرسمي الذي يخوض فيه نادي فيتوريا غيمارايس مبارياته. تم افتتاح الملعب في سنة 1930 ثم تم تجديده في سنة 2003.